# Нксумало, Генри
Генри Нксумало (1917—1957) — южноафриканский журналист. Также известен под прозвищем «мистер Барабан» (англ. Mr Drum).

## Биография[1]
Нксумало родился в 1917 году в Маргите, Натал, Южно-Африканский союз. Посещал школу при миссии Fascadale. Рано показав писательский талант, Нксумало получил должность в газете Post, в Йоханнесбурге, где ранее были опубликованы некоторые из его работ.
Во время Второй мировой войны участвовал в Северо-Африканской кампании, в Египте. Позже побывал в Лондоне.
По возвращении в Южную Африку Нксумало обнаружил, что в связи с ограничениями апартеида для публикаций, ориентированных на чернокожую аудиторию, почти не остаётся возможностей.
В 1951 году издатель Джим Бейли основал журнал Drum. Редактором нового издания стал Энтони Сэмпсон, а Нксумало Бейли предложил пост помощника редактора.
Во время работы в журнале Нксумало специализировался на журналистских расследованиях. Он устроился на работу на картофельной ферме, после чего описал рабские условия труда чернокожих работников. Его публикация о «квадратной миле греха» (англ. the square mile of sin) привлекла внимание полиции к преступности в этой части Йоханнесбурга. Добившись собственного ареста, он оказался в центральной тюрьме Йоханнесбурга. Последовавшая статья о бесчеловечном отношении к заключённым привлекла международное внимание. Позже Нксумало ещё раз нанимался работать на ферме, где до этого был убит один из работников, а также опубликовал расследование об отношении церкви к апартеиду.
Одним из сотрудников Генри Нксумало был Артур Мейман, впоследствии известный журналист и писатель.
В 1957 году, во время журналистского расследования о незаконных абортах, Нксумало был убит неизвестными.
Расследование Нксумало послужило основной причиной Картофельного бойкота в ЮАР в 1959 году.

## Память и награды
В 2004 году улица Goch Street в одном из районов Йоханнесбурга, Ньютауне, была переименована в Henry Nxumalo Street.
В 2005 году Генри Нксумало был посмертно награждён южноафриканским орденом Икхаманги в серебре «за выдающиеся достижения в южноафриканской журналистике».

## В искусстве
Генри Нксумало — один из главных героев фильма Drum южноафриканского режиссёра Золы Масеко. В 2005 году фильм получил «Жеребца Йенненги» — главный приз фестиваля кино и телевидения стран Африки в Уагадугу.